# Léon Termote
Léon Bernard Ghislain Termote (Brugge, 10 april 1851 - Sint-Joost-ten-Node, 5 februari 1915) was een Belgisch volksvertegenwoordiger.

## Levensloop
Termote was een zoon van Raymond Termote (1813-1879) en van Adelaïde Jooris (1824), dochter van Charles Jooris (1795-1867), hoofdman van de Sint-Sebastiaansgilde in Brugge en liberaal gemeenteraadslid in Oostkamp. Hij trouwde met Marie-Henriette Claeys. Ze hadden een dochter, Hélène Termote (Brugge, 1886 - Ukkel, 1973), die in 1907 trouwde met de Brugse mouter Alphonse Dumon en in Londen in 1922 hertrouwde met Raoul Daufresne de la Chevalerie. Ze hadden nog twee andere dochters, die trouwden met René Montegnie en Charles De Moor.
Na de humaniora aan het Koninklijk Atheneum in Brugge, behaalde hij zijn doctoraat in de rechten (1874) aan de ULB. Hij werd in 1879 tot notaris benoemd in Brugge, in opvolging van zijn vader Raymond Termote (1813-1879), die eerst notaris was geweest in Rumbeke alvorens in Brugge te worden benoemd. 
Hij trad ook politiek in de voetstappen van zijn vader, die liberaal provincieraadslid (1848-1852) voor het kanton Roeselare was en later gemeenteraadslid van Brugge (1860-1866). In 1899 werd Léon gemeenteraadslid van Brugge. In 1900 werd hij verkozen tot liberaal volksvertegenwoordiger voor het arrondissement Brugge en vervulde dit mandaat tot in 1907.
Hij werd erevoorzitter van het Van Gheluwe's Genootschap en bekleedde bestuursfuncties in de Liberale Volksbond en de Liberale Associatie.
Door gezondheidsproblemen moest hij zijn politieke activiteiten beëindigen. In 1912 droeg hij zijn notarispraktijk over aan zijn zoon, Raymond Termote, en vestigde zich in Brussel. Zestien jaar later gaf Raymond het kantoor op zijn beurt door aan Henri Thomas, een telg uit de bekende Brugse familie.